# Teodora Dumitru
Teodora DUMITRU este critic și istoric literar, doctor în Filologie al Universității din București și cercetător la Institutul de Istorie și Teorie Literară „G. Călinescu” al Academiei Române. Domeniile sale de interes includ relația dintre discursul metaliterar și cel științific în secolele XIX–XX, epistemologia literară, istoria conceptelor literare și analiza ideilor de modernitate, modernism și postmodernism. Contribuțiile sale, publicate în volume individuale și lucrări colective, au fost recunoscute atât în România, cât și pe plan internațional, prin premii și citări în publicații academice.
Teodora Dumitru a obținut titlul de doctor în Filologie la Universitatea din București, cu o teză despre E. Lovinescu. Este membru activ al comunității academice românești și a participat la conferințe și proiecte internaționale.

## Activitate
Cercetările Teodorei Dumitru se concentrează pe intersecția dintre literatură, critica și teoria literară  pe de o parte, și gândirea științifică, pe de altă parte, cu un interes particular pentru modul în care concepte precum "evoluția" au influențat critica literară de la fine de secol XIX și din prima jumătate a secolului XX. Lucrarea sa Sindromul evoluționist (2013) este considerată o contribuție semnificativă la analiza teoriei genurilor literare și a influenței teoriilor știintifice asupra reprezentării literaturii ca proces evolutiv, fiind apreciată pentru abordarea sa metodologică riguroasă.

## Receptare critică
Lucrările Teodorei Dumitru au fost apreciate pentru rigoarea metodologică și pentru contribuția la înțelegerea influențelor științifice în critica literară. Volumul "Rețeaua modernităților: Paul de Man - Matei Călinescu - Antoine Compagnon" (2016) a fost descris ca „o contribuție esențială la studiul comparativ al modernității literare”, Baghiu, Ștefan; Pojoga, Vlad (2019). „Teoria, istoria și critica literară în studii recente (I): Teodora Dumitru și revizitarea modernismului”. Revista Transilvania (5-6): 13–15. Accesat în 31 iulie 2025. De asemenea, "Sindromul evoluționist" a fost citat în studii academice pentru analiza sa inovatoare a teoriei genurilor - Baghiu, Ștefan; Pojoga, Vlad (2019). „Teoria, istoria și critica literară în studii recente (I): Teodora Dumitru și revizitarea modernismului”. Revista Transilvania (5-6): 13–15. Accesat în 31 iulie 2025..
„Metoda Teodorei Dumitru nu se limitează la a consemna istoria importurilor deja produse în istoria criticii românești (de pildă, influența imaginarului evoluționist asupra lui Ibrăileanu și Lovinescu), ci trece la investigarea pertinenței și coerenței aplicării lor în cercetarea literară.” 

## Volume publicate[4]
- Thermosofia și alte muze: 6 studii despre Maiorescu, Eminescu, Lovinescu și modelele lor din științe și filosofie, Editura Universității „Lucian Blaga” din Sibiu, Sibiu, 2024, 324 p. ISBN 978-606-12-2016-8;
- Rețeaua modernităților. Paul de Man – Matei Călinescu – Antoine Compagnon, Editura Muzeul Literaturii Române, București, 2016, 282 p. ISBN 978-973-167-360-8;
- Modernitatea politică și literară în gândirea lui E. Lovinescu, Editura Muzeul Literaturii Române, București, 2016, 278 p. ISBN 978-973-167-354-7;
- Sindromul evoluționist. Teoria genurilor, tradiția gândirii categoriale și conceptul de evoluție a literaturii în critica și istoria literară românească din prima jumătate a secolului al XX-lea, Editura Muzeul Național al Literaturii Române, București, 2013, 208 p. ISBN 978-973-167-144-4.

## Studii critice
Mihail Sebastian. Jurnal francez: 17 ianuarie 1930 – 14 ianuarie 1931: Text integral, Editura Universității Lucian Blaga, Sibiu, 2024, 306 p. ISBN 978-606-12-2027-4,  coeditat împreună cu Alexandra Oprescu, cuvânt introductiv de Moshe Idel, postfața studiu critic de Teodora Dumitru, fotografii de Mihai Mangiulea.

## Contribuții în volume colective
- “Constructalism: Literary Evolution as Multiscalar Design,” în Christian Moraru, Andrei Terian, Alexandru Matei (eds.), Theory in the "Post" Era. A Vocabulary for the 21st-Century Conceptual Commons, Bloomsbury Academic, London–New York, 2021, pp. 35-54, ISBN 978-1-5013-5895-1;
- “Gaming the World-System: Creativity, Politics, and Beat Influence in the Poetry of the 1980s Generation,” în Mircea Martin, Christian Moraru, Andrei Terian (eds.), Romanian Literature as World Literature, Bloomsbury Academic, London–New York, 2018, pp. 271-287; ISBN 978-1-5013-2791-9.

## Premii, distincții:
- 2017: Premiul Asociației de Literatură Generală și Comparată din România (ALGCR), Cluj-Napoca, pentru volumul Rețeaua modernităților. Paul de Man – Matei Călinescu – Antoine Compagnon, Editura Muzeul Literaturii Române, București, 2017.[6]
- 2016: Premiul „Alexandru Piru” pentru încurajarea tinerilor cercetători, acordat de Muzeul Național al Literaturii Române, București, 2017, pentru volumele: Modernitatea politică și literară în gândirea lui E. Lovinescu, Editura Muzeul Literaturii Române, București, 2016 și Rețeaua modernităților. Paul de Man – Matei Călinescu – Antoine Compagnon, Editura Muzeul Literaturii Române, București, 2016.[7]